# Bieriezniagowka
Bieriezniagowka (ros. Березняговка) – wieś (sieło) w Rosji, w obwodzie lipieckim, w rejonie usmańskim. W 2010 liczyła 675 mieszkańców.